# Міністр внутрішніх справ Греції
Міністр внутрішніх справ Греції — очільник чинного Міністерства внутрішніх справ, децентралізації та електронного управління (грец. Υπουργός Εσωτερικών, Αποκέντρωσης και Ηλεκτρονικής Διακυβέρνησης). Від 17 червня 2011 року цю посаду обіймає Анастасіос Янніціс.

## Список міністрів внутрішніх справ (1974—1995)
| Ім'я                            | Початок повноважень | Кінець повноважень | Партія          | Примітки                                                            |
| ------------------------------- | ------------------- | ------------------ | --------------- | ------------------------------------------------------------------- |
| Георгіос Ралліс                 | липня 24, 1974      | липня 26, 1974     | Нова Демократія | Уряд національної єдності                                           |
| Христофорос Стратос             | липня 26, 1974      | жовтня 9, 1974     | Нова Демократія | Уряд національної єдності                                           |
| Панайотіс Зеппос                | жовтня 9, 1974      | листопада 21, 1974 | Нова Демократія | Уряд національної єдності                                           |
| Константінос Стефанопулос       | листопада 21, 1974  | вересня 10, 1976   | Нова Демократія |                                                                     |
| Іппократіс Іорданоглу           | вересня 10, 1976    | жовтня 21, 1977    | Нова Демократія |                                                                     |
| Георгіос Мітсопулос             | жовтня 21, 1977     | листопада 28, 1977 | Нова Демократія |                                                                     |
| Христофорос Стратос             | листопада 28, 1977  | вересня 17, 1981   | Нова Демократія |                                                                     |
| Георгіос Даскалакіс             | вересня 17, 1981    | жовтня 21, 1981    | Нова Демократія |                                                                     |
| Георгіос Генніматас             | жовтня 21, 1981     | січня 17, 1984     | ПАСОК           |                                                                     |
| Меніос Кутсогіоргас             | січня 17, 1984      | травня 22, 1984    | ПАСОК           |                                                                     |
| Панайотіс Макропулос            | травня 22, 1984     | червня 21, 1984    | ПАСОК           |                                                                     |
| Меніос Кутсогіоргас             | червня 21, 1984     | травня 9, 1985     | ПАСОК           |                                                                     |
| Панайотіс Макропулос            | травня 9, 1985      | червня 5, 1985     | ПАСОК           |                                                                     |
| Меніос Кутсогіоргас             | червня 5, 1985      | лютого 5, 1987     | ПАСОК           | липня 26, 1985 — квітня 25, 1986 також Міністр громадського порядку |
| Еммануїл Папастефанакіс         | лютого 5, 1987      | вересня 23, 1987   | ПАСОК           |                                                                     |
| Акіс Цохатзопулос               | вересня 23, 1987    | червня 2, 1989     | ПАСОК           | березня17, 1989 — червня 2, 1989 також Міністр громадського порядку |
| Панайотіс Макропулос            | червня 2, 1989      | липня 2, 1989      | ПАСОК           | також Міністр громадського порядку                                  |
| Нікос Константопулос            | липня 2, 1989       | жовтня 12, 1989    | Сінаспізмос     | Коаліційний уряд                                                    |
| Василіос Скуріс                 | жовтня 12, 1989     | листопада 23, 1989 | безпартійний    | Тимчасовий уряд                                                     |
| Теодорас Катріванос             | листопада 23, 1989  | квітня 11, 1990    | безпартійний    | Уряд національної єдності                                           |
| Сотіріос Кувелас                | квітня 11, 1990     | серпня 8, 1991     | Нова Демократія |                                                                     |
| Ніколаос Клейтос                | серпня 8, 1991      | грудня 3, 1992     | Нова Демократія |                                                                     |
| Іоанніс Кефалоянніс             | грудня 3, 1992      | вересня 14, 1993   | Нова Демократія |                                                                     |
| Іоанніс Георгакіс               | вересня 14, 1993    | жовтня 13, 1993    | безпартійний    | як виконувач обов'язків міністра                                    |
| Акіс Цохатзопулос               | жовтня 13, 1993     | липня 8, 1994      | ПАСОК           |                                                                     |
| Костас Скандалідіс (1-й термін) | липня 8, 1994       | вересня 15, 1995   | ПАСОК           |                                                                     |

- 15 вересня 1995 року Міністерство прем'єр-міністра і Міністерство внутрішніх справ об'єднані із утворенням Міністерства внутрішніх справ, державної адміністрації та децентралізації.

## Список міністрів внутрішніх справ, державної адміністрації та децентралізації (1995—2007)
| Ім'я                       | Початок повноважень | Кінець повноважень | Партія          | Примітки                         |
| -------------------------- | ------------------- | ------------------ | --------------- | -------------------------------- |
| Акіс Цохатзопулос          | вересня 15, 1995    | серпня 30, 1996    | ПАСОК           |                                  |
| Васіліс Скуріс             | серпня 30, 1996     | вересня 25, 1996   | безпартійний    | як виконувач обов'язків міністра |
| Алекос Пападопулос         | вересня 25, 1996    | лютого 19, 1999    | ПАСОК           |                                  |
| Васіліс Папандреу          | лютого 19, 1999     | березня 20, 2000   | ПАСОК           |                                  |
| Георгіос Кумантос          | березня 20, 1999    | квітня 13, 2000    | безпартійний    | як виконувач обов'язків міністра |
| Васіліс Папандреу          | квітня 13, 2000     | жовтня 24, 2001    | ПАСОК           |                                  |
| Костас Скандалідіс         | жовтня 24, 2001     | лютого 13, 2004    | ПАСОК           |                                  |
| Ніколаос-Міхаіл Алівізатос | лютого 13, 2004     | березня 10, 2004   | безпартійний    | як виконувач обов'язків міністра |
| Прокопіс Павлопулос        | 10 березня 2004     | 24 серпня 2007     | Нова Демократія |                                  |
| Спірідон Флогаітіс         | серпня 24, 2007     | вересня 19, 2007   | безпартійний    | як виконувач обов'язків міністра |

- 18 вересня 2007 року Міністерство внутрішніх справ, державної адміністрації та децентралізації об'єднано з Міністерством громадського порядку із утворенням формування Міністерства внутрішніх справ.

## Список міністрів внутрішніх справ (2007—2009)
| Ім'я                | Початок повноважень | Кінець повноважень | Партія          | Примітки                         |
| ------------------- | ------------------- | ------------------ | --------------- | -------------------------------- |
| Прокопіс Павлопулос | вересня 19, 2007    | вересня 11, 2009   | Нова Демократія |                                  |
| Спірідон Флогаітіс  | вересня 11, 2009    | жовтня 7, 2009     | безпартійний    | як виконувач обов'язків міністра |

## Список міністрів внутрішніх справ, децентралізації та електронного управління (2009— нині)
| Ім'я                  | Початок повноважень | Кінець повноважень | Партія          | Примітки |
| --------------------- | ------------------- | ------------------ | --------------- | -------- |
| Янніс Рагусіс         | жовтня 7, 2009      | 17 червня 2011     | ПАСОК           |          |
| Харіс Кастанідіс      | 17 червня 2011      | 11 листопада 2011  | ПАСОК           |          |
| Анастасіос Янніціс    | 11 листопада 2011   | 16 травня 2012     | ПАСОК           |          |
| Антоніос Манітакіс    | 17 травня 2012      | 20 червня 2012     | безпартійний    |          |
| Евріпідіс Стиліанідіс | 21 червня 2012      | чинний             | Нова демократія |          |